# Das Jahr Lazertis
Das Jahr Lazertis ist ein Hörspiel von Günter Eich. Eich hat das Stück 1953 geschrieben. Die Erstausstrahlung fand am 25. Januar 1954 im Programm des Nordwestdeutschen Rundfunks (NWDR) statt. Regie führte Fritz Schröder-Jahn.
Der Südwestfunk (SWF) sendete im gleichen Jahr eine Parallelinszenierung von Karl Peter Biltz. 1958 schrieb Eich eine zweite Fassung des Stücks.

## Inhalt
Paul, die Hauptfigur dieses Hörspiels, begibt sich auf den Wegen des Zufalls auf die Suche nach einem Wort, das, wie er beschreibt, alle Geheimnisse löst. Er hört dieses Wort in einer Silvesternacht, ausgesprochen von jemandem, der in ein Gespräch vertieft an dem offenen Fenster seines Zimmers vorbeigeht. Für die Dauer, in der das Wort ausgesprochen wird, war die Welt „verwandelt und begriffen, aber im gleichen Hauch war es auch wieder vergessen“. Er sucht in seiner Erinnerung nach dem Wort, kann sich aber nur an ein ähnliches, bedeutungsloses Wort erinnern: Lazertis.
Auf der Suche nach dem richtigen Wort lernt Paul den Forscher Laparte kennen, den er auf seine Einladung hin auf eine Reise nach Brasilien begleitet. Während dieser Reise stößt er auf Menschen, die ihm mit ihren Assoziationen zu „Lazertis“ versuchen zu helfen. Nachdem Paul, während er einen Leprakranken pflegt, selbst den Aussatz bekommt, sucht er einen französischsprachigen Arzt auf, der ihm, bevor er ihn in eine Leprastation einweist, die französische Gewissheit „la certitude“ als das Wort, das er sucht, vorschlägt.
Paul begegnet in der Station Menschen, um die sich niemand von außen kümmert. Er wird von ihnen gebraucht und stellt nach Jahren fest, dass er ohne sie nicht leben kann. Mit dieser Feststellung endet das Hörspiel.

## Collage von 1971
- Das Jahr Lazertis – Untertitel Hommage á Günter Eich
- Produktion: Südwestfunk
- Musik: Ennio Morricone
- Regie und Bearbeitung: Peter Michel Ladiges,
- Personen und ihre Darsteller:
  - Paul: Gert Westphal
  - Laparte: O. E. Hasse
  - Bayard: Paul Hoffmann
  - Kingsley: Wolfgang Schwarz
  - Zeemans: Heinz Schimmelpfennig
  - Richards: Hans-Christian Blech
  - Oliveira: Arthur Mentz
  - Manuela: Irmgard Först
  - die andere Manuela: Therese Giehse